# Вермонтвілл (Мічиган)
Вермонтвілл (англ. Vermontville) — селище (англ. village) в США, в окрузі Ітон штату Мічиган. Населення — 716 осіб (2020).

## Географія
Вермонтвілл розташований за координатами 42°37′36″ пн. ш. 85°1′39″ зх. д. / 42.62667° пн. ш. 85.02750° зх. д. (42.626676, -85.027611).  За даними Бюро перепису населення США в 2010 році селище мало площу 3,30 км², з яких 3,27 км² — суходіл та 0,03 км² — водойми.

## Демографія
Згідно з переписом 2010 року, у селищі мешкало 759 осіб у 291 домогосподарстві у складі 199 родин. Густота населення становила 230 осіб/км².  Було 331 помешкання (100/км²).
Расовий склад населення:
| - 97,1 % — білих - 0,8 % — корінних американців - 0,3 % — азіатів |

До двох чи більше рас належало 1,8 %. Частка іспаномовних становила 2,4 % від усіх жителів.
За віковим діапазоном населення розподілялося таким чином: 26,2 % — особи молодші 18 років, 59,7 % — особи у віці 18—64 років, 14,1 % — особи у віці 65 років та старші. Медіана віку мешканця становила 36,3 року. На 100 осіб жіночої статі у селищі припадало 109,1 чоловіків;  на 100 жінок у віці від 18 років та старших — 101,4 чоловіків також старших 18 років.
Середній дохід на одне домашнє господарство  становив 47 969 доларів США (медіана — 40 208), а середній дохід на одну сім'ю — 52 589 доларів (медіана — 42 292). За межею бідності перебувало 20,2 % осіб, у тому числі 27,3 % дітей у віці до 18 років та 6,6 % осіб у віці 65 років та старших.
Цивільне працевлаштоване населення становило 284 особи. Основні галузі зайнятості: виробництво — 19,4 %, освіта, охорона здоров'я та соціальна допомога — 17,3 %, роздрібна торгівля — 12,0 %, науковці, спеціалісти, менеджери — 9,9 %.